# Davide Bomboi
Davide Bomboi, né le 27 mars 2000, est un coureur cycliste belge. Il évolue au sein de l'équipe TDT-Unibet.

## Biographie
Issu d'une famille de cyclistes, Davide Bomboi est le petit-fils d'Annie Melis, ancienne championne de Belgique chez les juniors. Il est un cousin germain de Tom Boonen,. Il possède par ailleurs des origines sardes du côté de son grand-père paternel. 
En 2016, il devient champion de Belgique du contre-la-montre par équipes chez les débutants (moins de 17 ans). Il termine ensuite troisième du Tour des Flandres en 2017, ou encore deuxième du Circuit Het Nieuwsblad en 2018 dans la catégorie junior. Après ses performances, il évolue au sein du club Home Solution-Soenens lors ses trois premières saisons espoirs. Il se fait principalement remarquer par ses qualités de sprinteur. 
En 2022, son club accède au niveau continental, grâce à un nouveau partenariat. Toujours actif dans les interclubs, il s'impose sur la course Bruxelles-Zepperen. Il se classe également neuvième de Gand-Wevelgem espoirs, dixième de la Coupe Sels et douzième du Championnat des Flandres. 
Malgré ses performances, il ne parvient pas à décrocher un contrat professionnel. Davide Bomboi intègre néanmoins la nouvelle formation néerlandaise TDT-Unibet en 2023. Sous ses nouvelles couleurs, il confirme ses aptitudes au sprint en terminant cinquième de la Van Merksteijn Fences Classic, septième du Grand Prix Pino Cerami ou encore neuvième du Tour d'Overijssel. Il décroche par ailleurs cinq tops dix sur des étapes du Tour de Grande-Bretagne, au milieu de plusieurs coureurs du World Tour. Le 4 octobre, il signe le meilleur résultat de sa carrière en terminant troisième de la Visit Friesland Elfstedenrace, derrière Jasper Philipsen et Olav Kooij,
En 2024, la structure TDT-Unibet devient une UCI ProTeam. Davide Bomboi y passe donc professionnel, à quelques mois de son vingt-quatrième anniversaire. Le 17 mars, il prend la quatrième place du Dorpenomloop Rucphen. Il enchaîne avec l'Olympia's Tour, où il se retrouve à trois reprises dans les dix premiers d'étapes. Sa montée en puissance est cependant interrompue par une chute sur le Tour de Turquie. Victime d'une fracture de la main, il est contraint à un repos forcé.

## Palmarès et résultats

### Palmarès par année
- 2016
  -  Champion de Belgique du contre-la-montre par équipes débutants
- 2017
  - 3e du Tour des Flandres juniors
- 2018
  - 2e du Circuit Het Nieuwsblad juniors
  - 3e de la Flèche du Brabant flamand
  - 3e du championnat de Belgique du contre-la-montre par équipes juniors
  - 3e de la Vuelta Ribera del Duero
- 2019
  - 4e étape du Tour de Flandre-Orientale
  - 2e du championnat de la province d'Anvers sur route espoirs
- 2021
  - 3e étape du Tour de Flandre-Orientale
  - 2e du Grote Prijs Tombroek
- 2022
  - Bruxelles-Zepperen
- 2023
  - 3e de la Visit Friesland Elfstedenrace
- 2024
  - 2e du Grand Prix Rik Van Looy

### Classements mondiaux
| Année           | 2019   | 2020 | 2021 | 2022 |
| --------------- | ------ | ---- | ---- | ---- |
| UCI Europe Tour | 1 297e |      |      | 702e |